# Platja de la Picòrdia

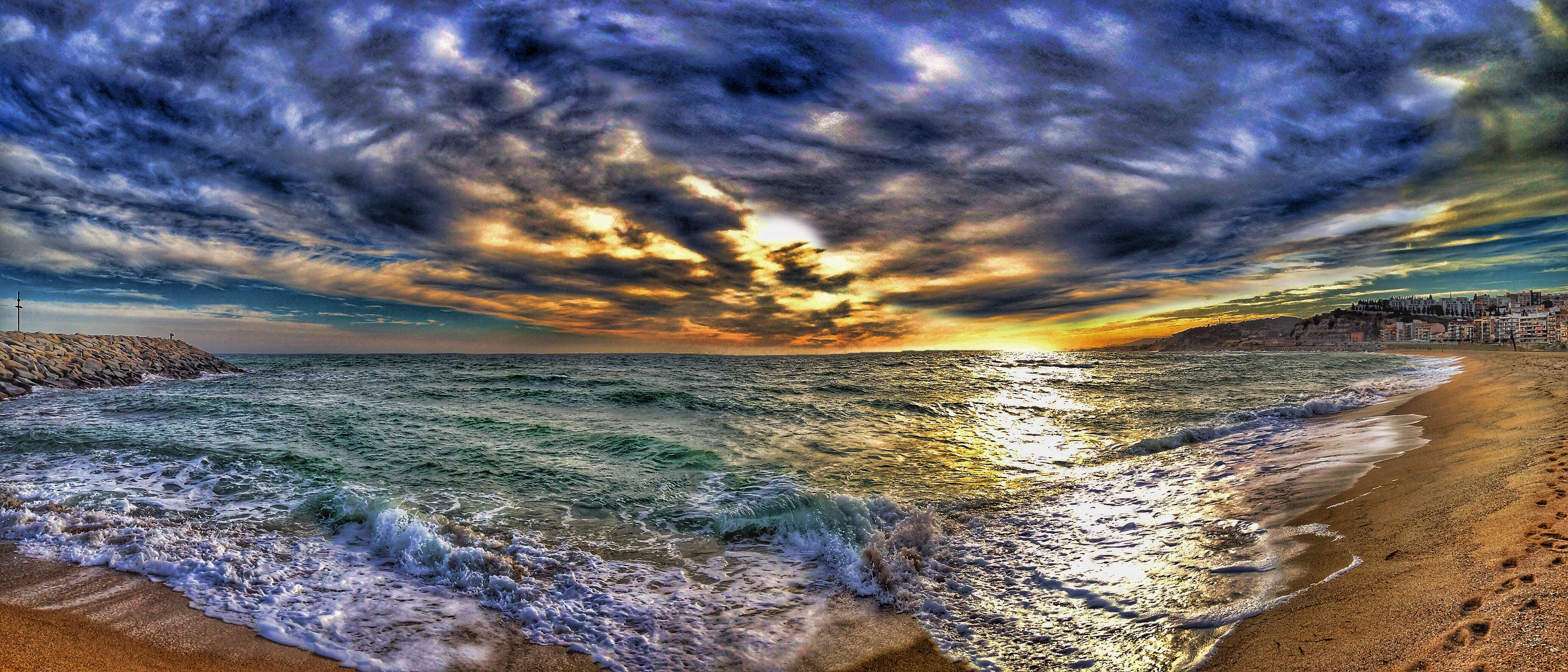
Vista des de la platja

La platja de la Picòrdia, anomenada també Primera Platja o platja d'Arenys, és una platja urbana de la costa del Maresme, situada al municipi d'Arenys de Mar (Maresme), que es troba limitada pel nord-est pel Port d'Arenys i pel sud-oest per la platja de les Roques d'en Lluc, prop de l'estació d'Arenys de Mar. Té una longitud de 580 m i una amplada que oscil·la entre 20 i 80 metres. La sorra és de gra mitjà i l'entrada al mar es fa de manera progressiva. La riera d'Arenys, situada cap al mig de la platja i el rial del Bareu, al nord-est, constitueixen les principals aportacions d'aigua dolça a la platja.
Des del 2009 es duu a terme el 'Programa de recuperació ambiental i paisatgística' d'aquesta platja, amb la participació activa dels alumnes de les escoles d'Arenys. Entre d'altres actuacions, s'ha creat un passeig arbrat al rera-platja i s'han recuperat les desembocadures del rial del Bareu i de la riera d'Arenys.
Des del 2017 s'habilita a l'estiu una zona tancada de la platja per al bany dels gossos censats al municipi.
'La Picòrdia' era el nom que antigament, cap al segle XVI, es donava a l'indret proper a la platja, al voltant del carrer d'Avall i el carrer d'en Riera.